# ناخن رسی

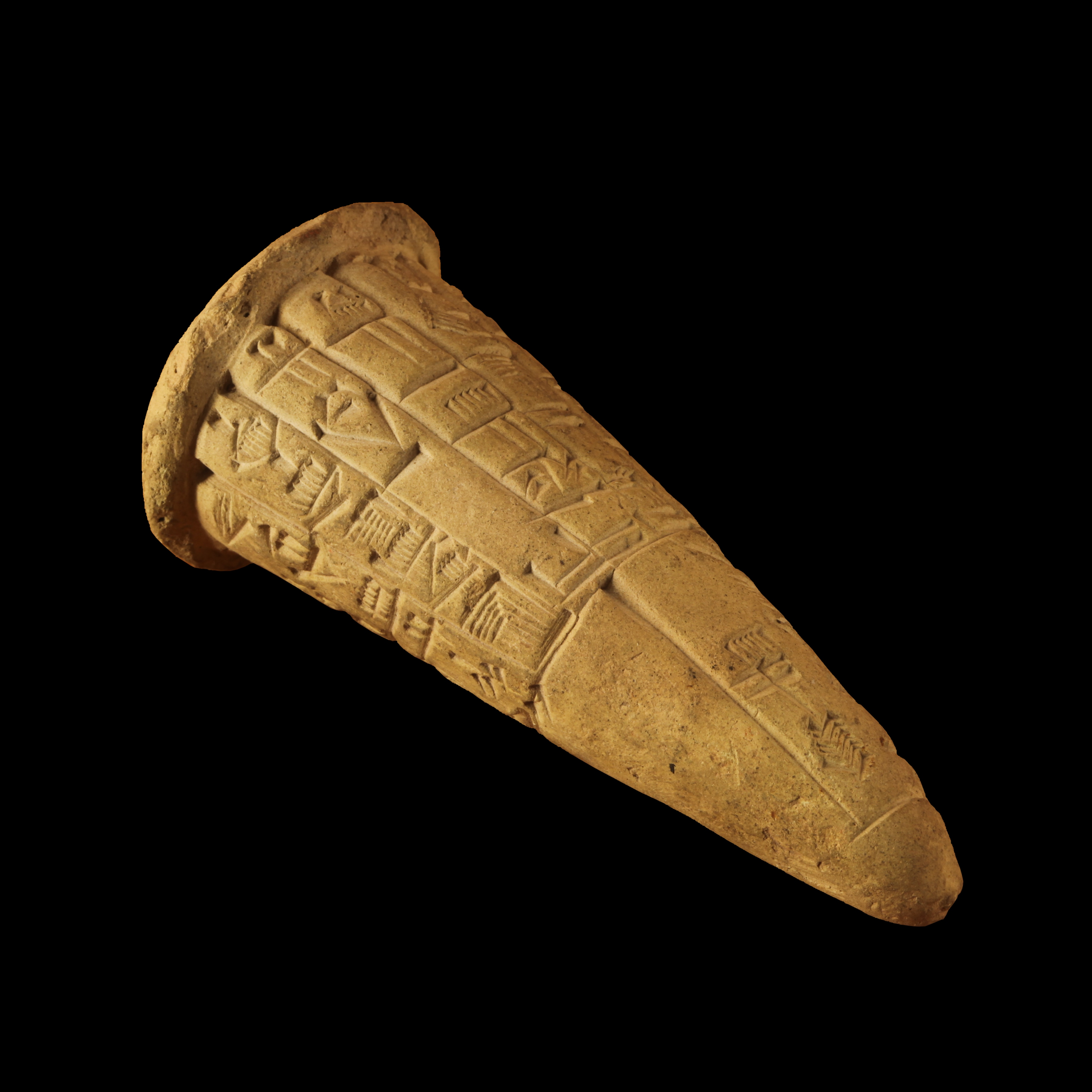
ناخن رسی

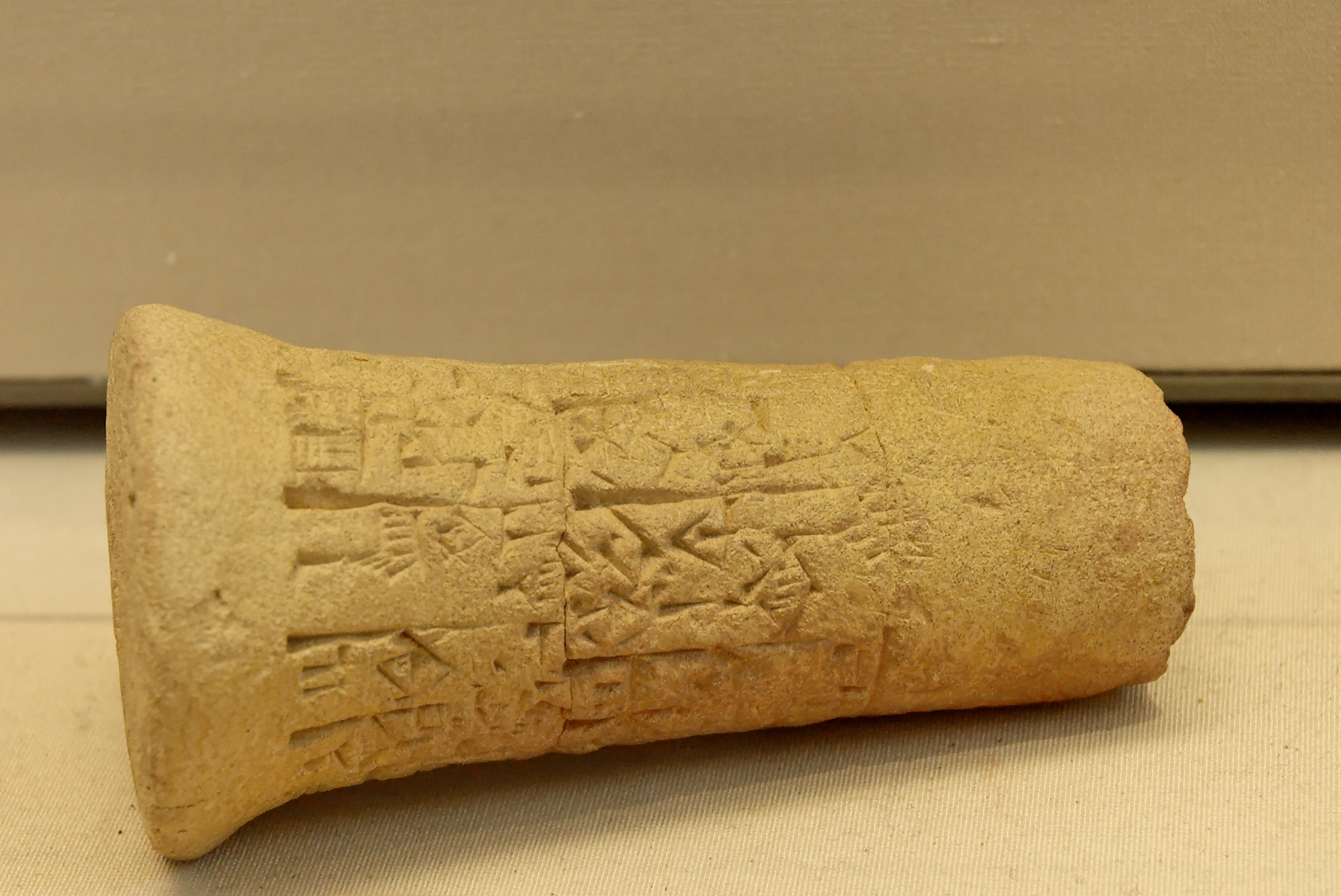
یکی از قدیم‌ترین مدارک دیپلماتیک مربوط به شاه آنتمنا، در ۲۴۰۰ قبل از میلاد، کشف شده‌است

ناخن رُسی (انگلیسی: Clay nail) فرهنگ مردمان سومر و میان‌رودان بود که در هزاره سوم قبل از میلاد مسیح آغاز شد. ناخن‌هایی که از گل رس درست شده و به صورت مخروطی و با خط میخی روی آن ثبت کرده‌اند. این ناخن‌ها رُسی را در جداره دیوارهای گلی در داخل معبد یا محلی که در آن خدا را می‌پرسیدند قرار می‌دادند. انواع دیگری از این ناخن‌ها به صورت فلزی هست که با ریخته‌گری ساخته شده و روی آن طراحی کرده‌اند مانند صفحات هوریایی مربوط به (سوریه، ۲۱۵۹تا ۲۳۰۰ قبل از میلاد)